# The Ladder
The Ladder — это восемнадцатый студийный альбом прогрессив-рок-группы Yes, выпущенный 20 сентября 1999 года на Eagle Records. Этот альбом представляет собой возвращение к более классическому звучанию группы, смешивая элементы симфонического и прогрессивного рока, которые делали их известными в 1970-х годах.
Альбом был записан в составе шести участников, включая вокалиста Джона Андерсона, гитариста Стива Хау, басиста Криса Сквайра, барабанщика Алана Уайта, гитариста Билли Шервуда и клавишника Игоря Хорошева.
The Ladder был в целом тепло встречен критиками и фанатами, хотя и не достиг высоких позиций в чартах по сравнению с их предыдущими работами. Альбом оценивается за его энергетику и музыкальную инновационность, продолжая традиции Yes в создании сложных, но доступных музыкальных произведений. Особенностью The Ladder является его свежий подход к музыкальному стилю и структуре, при этом сохраняя традиционную сложность и музыкальное мастерство Yes.

## Об альбоме
Группа встретилась с канадским продюсером Брюсом Фейрберном в 1998 году во время тура в поддержку их предыдущего альбома Open Your Eyes (1997), который согласился продюсировать их следующий студийный альбом в Armoury Studios в Ванкувере. Фейрберн умер от внезапного сердечного приступа во время финальных сессий записи и сведения, после чего Yes посвятили ему The Ladder.
"Homeworld (The Ladder)" изначально называвшаяся "Climbing the Ladder", была вдохновлена видеоигрой 1999 года Homeworld, в которой использовалась музыка группы.
В "It Will Be a Good Day (The River)" Хау играет на японском кото.
В начале "Lightning Strikes" используется тот же сэмпл флейты меллотрона, что и в "Phenomenal Cat" группы The Kinks.
«If Only You Knew» — песня о любви, которую Андерсон написал для своей жены Джейн, изначально она называлась «She Caught Me When I Was Falling».
«The Messenger» была написана о ямайском певце и авторе песен Бобе Марли.
В песне «Nine Voices (Longwalker)» Хау играет на испанском лауде, который он также играл в прошлых песнях Yes «I've Seen All Good People» и «Wonderous Stories».

## Список композиций
Вся музыка написана Yes. Все тексты песен написаны Джоном Андерсоном.
| №   | Название                            | Длительность |
| --- | ----------------------------------- | ------------ |
| 1.  | «Homeworld (The Ladder)»            | 9:32         |
| 2.  | «It Will Be a Good Day (The River)» | 4:54         |
| 3.  | «Lightning Strikes»                 | 4:35         |
| 4.  | «Can I?»                            | 1:32         |
| 5.  | «Face to Face»                      | 5:02         |
| 6.  | «If Only You Knew»                  | 5:43         |
| 7.  | «To Be Alive (Hep Yadda)»           | 5:07         |
| 8.  | «Finally»                           | 6:02         |
| 9.  | «The Messenger»                     | 5:13         |
| 10. | «New Language»                      | 9:19         |
| 11. | «Nine Voices (Longwalker)»          | 3:21         |

## Участники записи
- Джон Андерсон — вокал, перкуссия
- Стив Хау — акустические и электрические гитары, педальная слайд-гитара, мандолина, кото, бэк-вокал
- Билли Шервуд — электрогитары, бэк-вокал
- Крис Сквайр — бас-гитара, бэк-вокал
- Алан Уайт — барабаны, перкуссия, бэк-вокал
- Игорь Хорошев — фортепиано, орган Хаммонда, меллотрон, синтезаторы, бэк-вокал

Приглашённые музыканты:
- Randy Raine-Reusch — мировые инструменты, перкуссия
- Rhys Fulber — dance loops

The Marguerita Horns духовые инструменты в «Lightning Strikes»:
- Tom Keenlyside — флейта-пикколо, саксофон-тенор
- Derry Burns — труба
- Rod Murray — тромбон
- Tom Colclough — саксофон-альт
- Neil Nicholson — туба